# الانگولام، ویرودهاناگار
الانگولام، ویرودهاناگار (به انگلیسی: Alangulam, Virudhunagar) یک منطقهٔ مسکونی در هند است که در تامیل نادو واقع شده‌است.

## خصوصیات
الانگولام ۴٬۹۶۵ نفر جمعیت دارد و ۱۲۷ متر بالاتر از سطح دریا واقع شده‌است.